# Panolia eldii
O cervo-de-Eld (Panolia eldii) é uma espécie de cervídeo nativa do Sudeste Asiático. A espécie foi descoberta pelos ocidentais em Manipur na Índia em 1839. O nome científico original, Cervus eldi, foi cunhado em 1844 em homenagem a Lt. Percy Eld, um oficial britânico. São conhecidas três subespécies:
- Panolia eldii eldi: encontrado em Manipur, Índia.

- P. e. thamin: ocorre em Myanmar e Tailândia, foi descrita por Lydekker em 1915.

- P. e. siamensis: encontrada no Camboja, China, Laos, Tailândia e Vietnã, e provavelmente, é uma espécie separada.[4] A população da ilha chinesa de Hainan pode ser considerada outra subespécie, P. e. hainanus, mas evidências genéticas não corroboram tal hipótese.[5]